# Рт Баба
39° 29′ N 26° 10′ E / 39.483° С; 26.167° И
Рт Баба (тур. Baba Burnu) је најзападнија тачка Азије и Турске. Налази се на 39°28′ сгш и 26°3′ игд.

## Географија
Рт је смештен на обали Егејског мора, у турској области Чанакале. Недалеко од рта се налази место Бабакале. Клима ове области је медитеранска, са дугим и топлим летима. На рту се налази и светионик и пристаниште за бродове.